# Comté de Sauk
Le comté de Sauk est un comté situé dans l'État du Wisconsin aux États-Unis. Son siège est Baraboo. Selon le recensement de 2000, sa population était de 55 225 habitants.